# Edredony
Edredony (Somateriini) – według niektórych badaczy jedno z plemion ptaków z podrodziny kaczek, z rodziny kaczkowatych (Anatidae). Obejmuje dwa rodzaje: Polysticta i Somateria; obecnie częściej jednak włącza się je do traczy (Mergini).
Obejmuje gatunki wodne, zamieszkujące półkulę północną. Ptaki te charakteryzują się następującymi cechami:
- długość ciała 45–65 cm
- masa ciała 500–3000 g
- silny dymorfizm płciowy
- samce kontrastowo ubarwione
- charakterystyczny wygląd głowy – linia piór z policzków zachodzi na górną szczękę, dochodząc nieraz do nozdrzy
- biotop stanowią morskie wybrzeża
- podstawę pokarmu stanowią zwierzęta, głównie mięczaki, po które nurkuje
- gnieździ się pojedynczo lub w koloniach
- jaja wysiaduje i opiekuje się pisklętami wyłącznie samica
- gniazdo buduje samica, wyścielając je puchem wyskubanym z piersi.